# ATC (A06)
Jest to część klasyfikacji anatomiczno-terapeutyczno-chemicznej:
- A – Przewód pokarmowy i metabolizm
  - A 01 – Preparaty stomatologiczne
  - A 02 – Leki stosowane w chorobach związanych z nadmierną kwasowością soku żołądkowego
  - A 03 – Leki stosowane w czynnościowych zaburzeniach przewodu pokarmowego
  - A 04 – Leki przeciwwymiotne i przeciw nudnościom
  - A 05 – Leki stosowane w chorobach dróg żółciowych i wątroby
  - A 06 – Leki przeczyszczające
  - A 07 – Leki przeciwbiegunkowe, przeciwzapalne i przeciwdrobnoustrojowe stosowane w chorobach przewodu pokarmowego
  - A 08 – Leki przeciw otyłości z wyłączeniem preparatów dietetycznych
  - A 09 – Leki poprawiające trawienie (włącznie z enzymami)
  - A 10 – Leki stosowane w cukrzycy
  - A 11 – Witaminy
  - A 12 – Preparaty uzupełniające niedobór składników mineralnych
  - A 13 – Leki wzmacniające
  - A 14 – Leki anaboliczne do stosowania ogólnego
  - A 15 – Leki zwiększające apetyt
  - A 16 – Inne leki działające na przewód pokarmowy i metabolizm

## A 06 A – Leki przeczyszczające
- A 06 AA – Leki zmiękczające masy kałowe
  - A 06 AA 01 – parafina ciekła
  - A 06 AA 02 – dokuzynian sodu
  - A 06 AA 51 – parafina ciekła w połączeniach
- A 06 AB – Kontaktowe leki przeczyszczające
  - A 06 AB 01 – oksyfenizatyna
  - A 06 AB 02 – bisakodyl
  - A 06 AB 03 – dantron
  - A 06 AB 04 – fenoloftaleina
  - A 06 AB 05 – olej rycynowy
  - A 06 AB 06 – sennozydy
  - A 06 AB 07 – ziele kruszyny
  - A 06 AB 08 – pikosiarczan sodu
  - A 06 AB 09 – bisoksatyna
  - A 06 AB 20 – kontaktowe leki przeczyszczające w połączeniach
  - A 06 AB 30 – kontaktowe leki przeczyszczające w połączeniach z alkaloidami pokrzyku
  - A 06 AB 52 – bisakodyl w połączeniach
  - A 06 AB 53 – dantron w połączeniach
  - A 06 AB 56 – sennozydy w połączeniach
  - A 06 AB 57 – ziele kruszyny w połączeniach
  - A 06 AB 58 – pikosiarczan sodu w połączeniach
- A 06 AC – Leki zwiększające objętość mas kałowych
  - A 06 AC 01 – nasiona babki płesznika
  - A 06 AC 02 – etuloza
  - A 06 AC 03 – ziele zatwaru
  - A 06 AC 05 – len
  - A 06 AC 06 – metyloceluloza
  - A 06 AC 07 – pszenica
  - A 06 AC 08 – polikarbofil (w postaci soli wapnia)
  - A 06 AC 51 – nasiona babki płesznika w połączeniach
  - A 06 AC 53 – ziele zatwaru w połączeniach
  - A 06 AC 55 – len w połączeniach
- A 06 AD – Leki przeczyszczające działające osmotycznie
  - A 06 AD 01 – węglan magnezu
  - A 06 AD 02 – tlenek magnezu
  - A 06 AD 03 – nadtlenek magnezu
  - A 06 AD 04 – siarczan magnezu
  - A 06 AD 10 – sole mineralne w połączeniach
  - A 06 AD 11 – laktuloza
  - A 06 AD 12 – laktytol
  - A 06 AD 13 – siarczan sodu
  - A 06 AD 14 – pentaerytrytyl
  - A 06 AD 15 – makrogol
  - A 06 AD 16 – mannitol
  - A 06 AD 17 – fosforan sodu
  - A 06 AD 18 – sorbitol
  - A 06 AD 19 – cytrynian magnezu
  - A 06 AD 21 – winian sodu
  - A 06 AD 61 – laktuloza w połączeniach
  - A 06 AD 65 – makrogol w połączeniach
- A 06 AG – Wlewki
  - A 06 AG 01 – fosforan sodu
  - A 06 AG 02 – bisakodyl
  - A 06 AG 03 – dantron, razem z połączeniami
  - A 06 AG 04 – gliceryna
  - A 06 AG 06 – oleje
  - A 06 AG 07 – sorbitol
  - A 06 AG 10 – dokuzynian sodu, razem z połączeniami
  - A 06 AG 11 – laurylosiarczan sodu, razem z połączeniami
  - A 06 AG 20 – połączenia
- A 06 AH – Antagonisty opioidowe o wybiórczym działaniu obwodowym
  - A 06 AH 01 – metylnaltrekson
  - A 06 AH 02 – alwimopan
  - A 06 AH 03 – naloksegol
  - A 06 AH 04 – nalokson
  - A 06 AH 05 – naldemedina
- A 06 AX – Inne leki przeczyszczające
  - A 06 AX 01 – gliceryna
  - A 06 AX 02 – leki wytwarzające dwutlenek węgla
  - A 06 AX 03 – lubiproston
  - A 06 AX 04 – linaklotyd
  - A 06 AX 05 – prukalopryd
  - A 06 AX 06 – tegaserod
  - A 06 AX 07 – plekanatyd
  - A 06 AX 08 – tenapanor
  - A 06 AX 09 – elobiksybat